# 奎盧
10°3′S 19°31′E / 10.050°S 19.517°E
奎盧（Cuilo），是安哥拉的城鎮，位於該國東北部，由北倫達省負責管轄，西鄰卡溫古拉和剛果民主共和國，處於希塔托以南，2006年該城鎮人口28,280。